# Ivo Peran
Sluga Božji fra Ivo (Srećko) Peran (Kaštel Stari, 25. lipnja 1920. – Split, 14. rujna 2003.), rimokatolički prezbiter, franjevac

## Životopis
Rođen je u Kaštel Starom, 25. lipnja 1920. g. Roditelji su mu bili Ivan i Nedjeljka, r. Pilić. Bio je najstariji od djece, uz još tri sestre. Osnovnu školu s odličnim uspjehom završio je u Kaštel Novome. Dječak Srećko je zaželio ići u redovničku gimnaziju. Otac Ivan je uputio molbu dominikancima u Bolu. Molba je bila odbijena jer je mali Srećko bio jedinac od muških u obitelji, a dominikanske su uredbe branile primati takve u redovnički poziv. Na ustrajnu želju sina, otac se je obratio franjevcima na Poljudu. Tamo je Srećko bio primljen te je mogao otići u franjevačku klasičnu gimnaziju na Badiji. 
U posve novim životnim okolnostima mali se je Srećko brzo snašao. Za to vrijeme se počeo uz nastavu baviti i glazbom, sviranjem klavira i harmonija. Poučavali su ga fra Bernardin Sokol i fra Kvirin Orlić. Školu je također uspješno polazio, međutim zbog posljedice agrarne reforme 1931. g. obiteljska trgovina pala je u stečaj te ga roditelji više nisu mogli novčano podržavati. U toj neprilici pomogao mu je njegov župnik Ivan Valentin te je nastavio školovanje na Badiji. Malu maturu položio je 1935. g., nakon čega je otišao u novicijat u franjevački samostan na Košljun. Prigodom oblačenja dobio je novo redovničko ime Ivan, odnosno Ivo. Nakon završetka novicijata, 1937. g. fra Ivo je položio prve redovničke zavjete. Zatim je ponovno pošao u gimnaziju, ovaj put u Dubrovnik. Tamo je 1940. g. položio ispit zrelosti. Iste je godine upisao teologiju u nadbiskupijskoj bogosloviji u Splitu, a potom je, nakon prisilnog prekida rada te ustanove od strane talijanskih okupatora, nastavio studij teologije u Dubrovniku. Svečane redovničke zavjete položio je u samostanskoj crkvi na Poljudu, u Splitu, 4. listopada 1941. Posebnom dozvolom Svete stolice (zbog mlađe dobi), u Dubrovniku, 8. kolovoza 1943. g., primio je red prezbiterata. U Kaštel Starome je slavio mladu misu. Ponovno je upisao teologiju, na Biskupskoj teologiji u Splitu, gdje je polagao nezavršeni semestar i diplomirao. Nakon završene teologije fra Ivo je predavao glazbu u biskupijskom sjemeništu i bio odgojitelj mlađih franjevačkih sjemeništaraca.
Nakon rata, 1946. g. otišao je kao o novak u redove nove jugoslavenske vojske. Kao vojnik je zatvoren te od vojnog i od vojnog divizijskog suda u Ljubljani iste godine osuđen na smrt strijeljanjem, ali je kazna preinačena u zatvorsku. Po izlasku iz zatvora morao je nadoknaditi vojni rok, što je i učinio 1954./1955., u Zemunu.
Nakon izlaska iz vojske fra Ivo je obavljao različite službe u svojoj Provinciji sv. Jeronima: učitelj novaka na Košljunu (1955. – 1959.), nastavnik u biskupijskoj gimnaziji u Pazinu (1959. – 1960.). Ponovno je učitelj novaka na Košljunu (1960. – 1966.), a potom predaje glazbu u franjevačkoj gimnaziji na Poljudu (1966. – 1967.), gdje je ostao samo jednu godinu, jer je bio izabran za gvardijana Samostana Male braće u Dubrovniku (1967. – 1973.), gdje je istovremeno predavao glazbu na tadašnjoj franjevačkoj teologiji (Makarska-Dubrovnik) i vodio crkveni zbor. U više navrata bio je član uprave Provincije sv. Jeronima (definitor), a 1973. g. izabran je za provincijala.
Tu službu je obavljao u dva mandata. Od 1973. do 1979. i od 1979. do 1982. Nakon provincijalne službe opet je izabran za magistra novaka na Košljunu (1982. – 1994.). Godine 1986. imenovan je za profesora glazbe na Teologiji u Rijeci i tu službu obavljao je do 2000. g. Na Košljunu je ostao gotovo do kraja života. U tome košljunskom razdoblju fra Ivo je u Područnoj školi Punat, tijekom desetak godina, vodio školski zbor "Bonaventurianum" – "Vedra budućnost", nazvan tako po košljunskome đačkom zavodu s kraja 19. i početka 20. stoljeća.
Zbog teške bolesti fra Ivo je u srpnju 2003. g. bio prevezen u riječku bolnicu, potom radi uvjeta posebne njege u poljudski samostan u Splitu, gdje je umro. Bilo je to na blagdan Uzvišenja Svetoga križa, 14. rujna 2003. g. Posmrtni ostatci fra Ive preneseni su na Košljun, gdje je održano pogrebno slavlje, jer je uz nazočnost trojice biskupa, stotinjak prezbitera i redovnika, brojnih redovnica i vjernika sprovod fra Ivinih posmrtnih ostataka više sličio na slavlje nego na žalobni pogreb. 
Postupak za proglašenje blaženim fra Ive Perana pokrenut je u srpnju 2009. godine. Vicepostulator je fra Bernardin Škunca.

## Glazbeno stvaralaštvo
Fra Ivino iznimno bogato glazbeno stvaralaštvo izlazi iz očita talenta i iz glazbenog obrazovanja, koje je fra Ivo dobio u Glazbenoj školi "Sorkočević" u Dubrovniku (nešto malo i u Kotoru, u Glazbenoj školi "Njegoš"), gdje je i završio srednju glazbenu školu. Kao izvanredni student upisao je studij muzikologije na Filozofskom fakultetu u Ljubljani, ali ga nije dovršio, jer je izabran za provincijala.
Glazbeni opus fra Ive Perana sadrži 97 vokalno-instrumentalnih skladbi, za različite izvođačke sastave. Medu najvažnija Peranova djela ubrajaju se recitali za soliste, zbor, glasovir i orkestar s naslovom Sv. Franjo pred Dubrovnikom, koje je fra Ivo skladao 1985., u prigodi proslave 750. obljetnice prisutnosti manje braće u Dubrovniku. Dvije godine kasnije skladao je oratorij Apokalipsa, za soliste, zbor, orkestar i orgulja, koji je prvi put izveden u Rijeci, 28. svibnja 1988., u povodu posvete nove crkve sv. Nikole. Drugi oratorij, Preobraženje, za soliste, zbor i orkestar nastaje 1997. g., inspiriran događajima vezanim uz Domovinski rat. Djeci i mladima namijenio je božićnu glazbenu igru te igrokaze Tajne zlatne ribice, Sveta obitelj i Došao je sv. Nikola. Posebnu pozornost u svome glazbenom stvaralaštvu Peran je posvetio misama. Skladao je ukupno 17 misa, koje je namijenio pučkom izvođenju. Najpoznatija je u Crkvi u Hrvata općeprihvaćena njegova Pučka misa.
Najvrjednije fra Ivine skladbe sabrala je i stručno obradila muzikologinja dr. Marija Riman, što je tiskano u monografiji pod naslovom Brat Ivo Peran – franjevac i glazbenik, Zadar, 2004.
Danas se njemu u čast održavaju Dani sluge Božjega fra Ive Perana.
O Peranovom životu snimljene je film Radosni slavitelj Kristova evanđelja.